# María Fernanda Álvarez Terán
María Fernanda Álvarez Terán (* 28. Februar 1989 in Santa Cruz de la Sierra) ist eine ehemalige bolivianische Tennisspielerin.

## Karriere
Álvarez Terán begann mit sieben Jahren das Tennisspielen und bevorzugt Hartplätze. Sie spielte vorrangig Turniere der ITF Women’s World Tennis Tour, wo sie 12 Titel im Einzel und 24 im Doppel gewinnen konnte.
von 2003 bis 2019 spielte sie in der bolivianischen Fed-Cup-Mannschaft, wo sie in 40 Begegnungen 65 Matches im Einzel und Doppel gespielt hat, wovon sie 32 gewann, davon 19 im Einzel und 13 im Doppel.

## Turniersiege

### Einzel
| Nr. | Datum              | Turnier              | Kategorie   | Belag     | Finalgegnerin        | Ergebnis       |
| --- | ------------------ | -------------------- | ----------- | --------- | -------------------- | -------------- |
| 1.  | 16. September 2007 | Santo André          | ITF $10.000 | Hartplatz | María Irigoyen       | 6:2, 6:2       |
| 2.  | 4. November 2007   | Bogotá               | ITF $10.000 | Sand      | Nataly Yoo           | 6:0, 6:0       |
| 3.  | 11. November 2007  | Lima                 | ITF $10.000 | Sand      | Vivian Segnini       | 7:67, 6:2      |
| 4.  | 11. Mai 2008       | Buenos Aires         | ITF $10.000 | Sand      | Andrea Benitez       | 7:64, 0:6, 6:0 |
| 5.  | 16. November 2008  | Querétaro            | ITF $10.000 | Hartplatz | Tarakaa Bertrand     | 6:0, 6:2       |
| 6.  | 23. November 2008  | Puebla               | ITF $25.000 | Hartplatz | Megan Moulton-Levy   | 6:4, 3:6, 6:4  |
| 7.  | 2. August 2009     | Campos do Jordão     | ITF $25.000 | Hartplatz | Maria Fernanda Alves | 6:3, 6:3       |
| 8.  | 16. August 2009    | Buenos Aires         | ITF $10.000 | Sand      | Carla Beltrami       | 6:4, 1:6, 6:4  |
| 9.  | 27. März 2011      | Poza Rica de Hidalgo | ITF $10.000 | Hartplatz | Romana Tedjakusuma   | 6:3, 6:4       |
| 10. | 7. Oktober 2012    | Gainesville          | ITF $10.000 | Sand      | Maria Fernanda Alves | 2:6, 6:0, 7:5  |
| 11. | 24. Mai 2015       | Antalya              | ITF $10.000 | Hartplatz | Anna Brogan          | 6:3, 6:4       |
| 12. | 18. Oktober 2015   | São Paulo            | ITF $10.000 | Sand      | Laura Pigossi        | 2:6, 7:5, 6:4  |

### Doppel
| Nr. | Datum              | Turnier             | Kategorie   | Belag     | Partnerin            | Finalgegnerinnen                             | Ergebnis          |
| --- | ------------------ | ------------------- | ----------- | --------- | -------------------- | -------------------------------------------- | ----------------- |
| 1.  | 22. September 2007 | Itajaí              | ITF $10.000 | Sand      | Carla Tiene          | Verónica Spiegel Emilia Yorio                | 5:7, 6:2, [11:9]  |
| 2.  | 20. Oktober 2007   | Valencia            | ITF $10.000 | Sand      | Mariana Muci         | Kit Carson Katie Ruckert                     | 6:1, 6:4          |
| 3.  | 27. Oktober 2007   | Valencia            | ITF $10.000 | Hartplatz | Mariana Muci         | Karen Castiblanco Hilda Zuleta Cabrera       | 4:6, 6:1, [10:7]  |
| 4.  | 4. November 2007   | Bogotá              | ITF $10.000 | Sand      | Nataly Yoo           | Marcela Fonseca Villarreal Maria Nivia       | 6:4, 6:3          |
| 5.  | 9. November 2007   | Lima                | ITF $10.000 | Sand      | Claudia Razzeto      | Ana Clara Duarte Mariana Muci                | 3:6, 7:67, [10:5] |
| 6.  | 5. September 2009  | Tsukuba             | ITF $25.000 | Hartplatz | Jade Curtis          | Hsu Wen-hsin Mari Tanaka                     | 1:6, 6:2, [10:2]  |
| 7.  | 10. Oktober 2009   | Mexico City         | ITF $25.000 | Hartplatz | Frederica Piedade    | Karen Castiblanco Alina Schidkowa            | 6:3, 6:4          |
| 8.  | 3. April 2011      | Buenos Aires        | ITF $25.000 | Sand      | Paula Ormaechea      | María Irigoyen Florencia Molinero            | 4:6, 7:5, [10:4]  |
| 9.  | 4. Mai 2012        | São José dos Campos | ITF $10.000 | Sand      | Gabriela Paz         | Carla Forte Laura Pigossi                    | 6:0, 6:3          |
| 10. | 12. Mai 2012       | Brasília            | ITF $25.000 | Sand      | Gabriela Paz         | Alizé Lim Aleksandrina Najdenowa             | 6:2, 6:4          |
| 11. | 3. August 2012     | Santa Cruz          | ITF $10.000 | Sand      | Luciana Sarmenti     | Patricia Iveth Ku Flores Victoria Lozano     | 7:67, 6:4         |
| 12. | 30. September 2012 | Amelia Island       | ITF $10.000 | Sand      | Maria Fernanda Alves | Elizabeth Ferris Anastasia Kharchenko        | 6:2, 6:2          |
| 13. | 6. Oktober 2012    | Gainesville         | ITF $10.000 | Sand      | Angelina Gabujewa    | Kristi Boxx Keri Wong                        | 7:67, 5:7, [10:7] |
| 14. | 9. November 2012   | Asunción            | ITF $25.000 | Sand      | Chanel Simmonds      | Anamika Bhargava Sylvia Krywacz              | 4:6, 6:3, [10:5]  |
| 15. | 13. April 2013     | Poza Rica           | ITF $25.000 | Hartplatz | Maria Fernanda Alves | Stéphanie Dubois Olha Sawtschuk              | 6:2, 6:3          |
| 16. | 3. Mai 2013        | Caracas             | ITF $25.000 | Hartplatz | Keri Wong            | Naomi Totka Karina Venditti                  | 6:1, 6:2          |
| 17. | 19. Mai 2013       | Landisville         | ITF $10.000 | Hartplatz | Keri Wong            | Brooke Austin Brooke Rischbieth              | 2:6, 6:4, [10:5]  |
| 18. | 9. Juni 2013       | Las Cruces          | ITF $25.000 | Hartplatz | Keri Wong            | Anamika Bhargava Mayo Hibi                   | 6:2, 6:2          |
| 19. | 9. August 2013     | Santa Cruz          | ITF $10.000 | Sand      | Daniela Ruiz         | Cecilia Costa Melgar Camila Giangreco Campiz | 7:5, 6:3          |
| 20. | 4. Oktober 2013    | Victoria            | ITF $15.000 | Hartplatz | María Irigoyen       | Hsu Chieh-yu Ana Sofía Sánchez               | 7:62, 6:3         |
| 21. | 12. Oktober 2013   | Tampico             | ITF $25.000 | Hartplatz | María Irigoyen       | Constanza Gorches Victoria Rodríguez         | 6:3, 6:4          |
| 22. | 25. September 2015 | San Carlos          | ITF $10.000 | Sand      | Catalina Pella       | Barbara Gatica Stephanie Mariel Petit        | 6:2, 6:0          |
| 23. | 2. Oktober 2015    | Santa Fe            | ITF $10.000 | Sand      | Laura Pigossi        | Catalina Pella Daniela Seguel                | 2:6, 6:2, [10:3]  |
| 24. | 16. Oktober 2015   | São Paulo           | ITF $10.000 | Sand      | Laura Pigossi        | Melina Ferrero Carla Lucero                  | 6:3, 4:6, [10:5]  |